# Heavy Metal Thunder
Heavy Metal Thunder es un álbum de regrabaciones y en vivo de la banda británica de heavy metal Saxon, publicado en 2002 por SPV/Steamhammer Records. Para conmemorar su veinticinco aniversario, regrabaron los grandes éxitos de sus seis primeros álbumes de principios de los años ochenta.
El trabajo consta de dos discos; el primero contiene las canciones regrabadas por la banda en estudio en 2001 y el segundo una selección de canciones en vivo, tomadas de una presentación en la ciudad de San Antonio en los Estados Unidos, a principios de 2002. La última pista del disco dos es el videoclip de la canción «Killing Ground» del disco homónimo, filmado durante el festival Wacken Open Air de 2001.

## Lista de canciones

### Disco uno
Entre paréntesis álbum que incluía la versión original de cada tema.

| N.º | Título                                              | Duración |  |
| 1.  | «Heavy Metal Thunder» (de Strong Arm of the Law)    | 4:13     |  |
| 2.  | «Strong Arm of the Law» (de Strong Arm of the Law)  | 4:25     |  |
| 3.  | «Power and the Glory» (Power and the Glory)         | 5:59     |  |
| 4.  | «And the Bands Played On» (de Denim and Leather)    | 2:53     |  |
| 5.  | «Crusader» (de Crusader)                            | 6:40     |  |
| 6.  | «Dallas 1PM» (de Strong Arm of the Law)             | 6:18     |  |
| 7.  | «Princess of the Night» (de Denim and Leather)      | 4:11     |  |
| 8.  | «Wheels of the Steel» (de Wheels of Steel)          | 5:54     |  |
| 9.  | «747 (Strangers in the Night)» (de Wheels of Steel) | 5:02     |  |
| 10. | «Motorcycle Man» (de Wheels of Steel)               | 3:47     |  |
| 11. | «Never Surrender» (de Denim and Leather)            | 3:37     |  |
| 12. | «Denim and Leather» (de Denim and Leather)          | 5:21     |  |
| 13. | «Backs to the Wall» (de Saxon)                      | 3:07     |  |

### Disco dos
| N.º | Título                           | Duración |  |
| 1.  | «Broken Heroes» (en vivo)        | 4:10     |  |
| 2.  | «Dragon's Liar» (en vivo)        | 6:38     |  |
| 3.  | «The Eagle Has Landed» (en vivo) | 5:52     |  |
| 4.  | «20.000 Ft» (en vivo)            | 3:45     |  |
| 5.  | «Crusader» (en vivo)             | 4:24     |  |
| 6.  | «Killing Ground» (video musical) | 8:20     |  |

## Miembros
- Biff Byford: voz
- Paul Quinn: guitarra eléctrica
- Doug Scarratt: guitarra eléctrica
- Nibbs Carter: bajo
- Fritz Randow: batería